# Cegielnia (Dubiny)
Cegielnia – część wsi Dubiny w Polsce położona w województwie podlaskim, w powiecie hajnowskim, w gminie Hajnówka.
W latach 1975−1998 część wsi administracyjnie należała do województwa białostockiego